# Jony Álamo
Jonathan Carmona Álamo (La Unión, Región de Murcia, España, 25 de septiembre de 2001), conocido deportivamente como Jony Álamo, es un futbolista español que juega como centrocampista en el Marbella FC de la Primera División RFEF.

## Trayectoria
Nacido en La Unión, Región de Murcia, se incorporó al equipo juvenil del Elche C. F. procedente del C. D. La Unión. Con la temporada 2019-20 ya iniciada se incorporó al Elche Ilicitano C. F., con el que debutó en la Tercera División.
El 19 de febrero de 2020 renovó su contrato hasta 2022 y en junio, después de ser uno de los jóvenes convocados al primer equipo tras la pandemia de COVID-19, lo amplió un año más, hasta 2023.
Hizo su debut profesional con el primer equipo en el tramo final de un encuentro contra la U. D. Las Palmas. El 30 de junio se estrenó como titular en un empate sin goles ante el Cádiz C. F., disputando 82 minutos de partido. La temporada acabó con el ascenso del conjunto blanquiverde a la Primera División, categoría en el que debutó en enero de 2021 contra el Real Valladolid en Zorrilla. Con el equipo franjiverde llegó a disputar 8 partidos oficiales entre Liga y Copa.
En enero de 2022, fue cedido a la Cultural y Deportiva Leonesa de la Primera Federación hasta final de temporada, pero una grave lesión truncó su progresión.
Tras una larga recuperación, al término de la temporada 2022-23 volvió a jugar los últimos cuatro partidos de liga con el Elche Ilicitano C. F. de Tercera Federación.
El 14 de julio de 2023, firma por el FC Cartagena "B" de la Segunda División RFEF y alterna participaciones con el primer equipo de la Segunda División de España.
El 3 de julio de 2024, firma por el Marbella FC de la Primera División RFEF.

## Clubes
| Club                                  | País   | Año             |
| ------------------------------------- | ------ | --------------- |
| Elche Ilicitano C. F.                 | España | 2019-2023       |
| Cultural y Deportiva Leonesa (cesión) | España | 2022            |
| FC Cartagena "B"                      | España | 2023-actualidad |
| Fútbol Club Cartagena                 | España | 2023-2024       |
| Marbella Fútbol Club                  | España | 2024-actualidad |